# Encyclia lorata
Encyclia lorata är en orkidéart som beskrevs av Robert Louis Dressler och Glenn E. Pollard. Encyclia lorata ingår i släktet Encyclia och familjen orkidéer. Inga underarter finns listade i Catalogue of Life.